# Lycosa futilis
Lycosa futilis là một loài nhện trong họ Lycosidae.
Loài này thuộc chi Lycosa. Lycosa futilis được Richard C. Banks miêu tả năm 1898.